# Синицын, Павел Афанасьевич
Павел Афанасьевич Синицын (19.08.09, Санкт-Петербург — ?) — конструктор электровакуумных приборов для передающих устройств корабельных РЛС, лауреат Сталинской премии.
Окончил Ленинградский университет (1932), затем аспирант, научный сотрудник Физического института при ЛГУ.
В 1936—1971 гг. работал в НИИ-10 (МНИИР «Альтаир»): инженер, старший инженер, начальник лаборатории.
Кандидат технических наук (1955), старший научный сотрудник (1959).
Конструктор электровакуумных приборов для передающих устройств корабельных РЛС.
Сталинская премия 1946 г. — за создание РЛС.
Награждён орденом «Знак Почёта» и тремя медалями.